# Friedrich von Winterfeld (Generalmajor)
Friedrich Freiherr von Winterfeld (* 1666; † 1. Oktober 1707 bei Menin) war ein königlich dänischer Generalmajor und Chef des Oldenburger Kürassier-Regiments.
Seine Eltern waren der Gouverneur Freiherr Helmuth Otto von Winterfeld,  Freiherr auf Wintersborg (* 1617; † 17. Februar 1694) und dessen zweite Ehefrau Freiin Helene Juliane von Ulfsparre (1638–1683).

## Leben
Am 9. Juni 1694 wurde er Hauptmann im Dragoner-Leibregiment. Am 31. März 1696 erhielt er von dort seinen Abschied. Aber schon am 25. Mai 1696 erhielt er eine neue Anstellung als Major im 2. Fühnischen Reiter-Regiment. Als im Jahr 1695 sein Bruder Christian Ernst starb, erbte er dessen Gut Wustrow. Dieses verkaufte er am 8. Dezember 1696 an den Generalleutnant Samuel Christopher von Plessen. Dieser Verkauf führte in den nächsten Jahren immer wieder zu Streitigkeiten.
Am 20. September 1701 wurde er in das 2. Jütländische Reiter-Regiment versetzt. Das Regiment kam 1702 in englischen Sold und wurde nach Brabant geschickt. In Brabant wechselte er am 7. Februar 1702 als Oberstleutnant in das 5. Jütländische Reiter-Regiment. Doch schon am 2. Dezember 1702 kam er in das Holsteiner Reiterregiment. Er wurde bei Höchstädt am 13. August 1704 verwundet. Am 1. März 1707 wurde er zum Oberst befördert und Chef des Oldenburger Kürassier-Regiments. Er starb am 1. Oktober 1707 bei der Belagerung von Menin an einem Hitzigen Fieber.

### Familie
Er war zweimal verheiratet. Er heiratet zuerst 1684 Sofie Steensen (* 1671; † April 1695), die Tochter des Etatrates Erik Steensen. Sie hatte die Tochter:
- Juliane Christine (* 1695; † 5. März 1734) ⚭ Eiler Holck (* 3. Februar 1695; † 23. Mai 1740)[1]

Nach dem Tod seiner ersten Frau heiratete er am 29. Dezember 1695 in der St.-Hans-Kirche in Odense Kristine Charlotte von Schult (* 1677; † 7. Februar 1753) Tochter des Geheimrates und Gouverneurs von Fühnen Dietrich Schult von der Lüh (* 1644; † 30. November 1704) und Sophie von Gabel (1655–1719). Das Paar hatte acht Kinder, darunter:
- Sophie Frederikke (* 1697; † 28. Januar 1769) ⚭ Carl Wilhelm Giedde, (1698–1757), 1742 Freiherr von Wintersborg
- Ermegaard Sophie (* 1. Januar 1702; † 25. März 1756) ⚭ Graf Christian Christopher Holck (* 24. August 1698; † 23. September 1774), dänischer Generalleutnant
- Margrethe Benedicte (* 1706; † 19. Oktober 1751) ⚭ Georg Wilhelm von Pogrell (* 1696; † 10. Februar 1746)

Die Witwe bat am 24. August 1712 um eine Pension, am 7. Juni 1714 erhielt sie nochmal 200 Taler und am 22. Mai 1719 erhielt sie die Pension, die ihrer Mutter bisher bekommen hatte, weitere 200 Taler. Mit Friedrich von Winterfeld ist die dänische Linie ausgestorben, der Name wurde aber als Lehensgraf Holck-Winterfeld weitergeführt.